# Hedwig Kämpfer
Hedwig Kämpfer oder Kaempfer (geb. Nibler; * 23. Januar 1889 in München; † 7. oder 8. Juni 1947 in Paris) war eine deutsche Politikerin der USPD.

## Leben
Die Tochter eines Münchner Bäckermeisters war ursprünglich Kontoristin beim Zentralverband für Angestellte. 1917 heiratete sie den Kaufmann und Journalisten Richard Kaempfer (1884–1966), der aus einer Posener Familie jüdischen Glaubens stammte. Sie war Mitbegründerin der USPD in München, ab 1918 einzige Frau im Revolutionären Arbeiterrat und Richterin des Revolutionstribunals, während ihr Mann sich im Landessoldatenrat engagierte. Von November 1918 bis Januar 1919 gehörte sie dem Provisorischen Nationalrat an. Weiter war sie Mitgründerin des „Bundes sozialistischer Frauen“. Wie auch Anita Augspurg und Lida Gustava Heymann versuchte sie nach der Ermordung Kurt Eisners im Frühjahr 1919 zu deeskalieren und trug dazu bei, dass das Revolutionstribunal keine Todesurteile aussprach.
Am 1. Mai 1919 wurde sie wegen ihres politischen Engagements inhaftiert, jedoch wieder freigelassen, nachdem sie im Juni für die USPD in den Stadtrat gewählt worden war. Hedwig Kämpfer gehörte dem Stadtrat bis 1924 an und bekam eine Tochter namens Anneliese. Nach der Machtergreifung der Nationalsozialisten flohen 1933 erst ihr Ehemann und ihre Tochter nach Paris. 1935 folgte Hedwig Kämpfer nach, blieb aber in Paris, als Richard und Anneliese weiter in die USA emigrierten. Dort schlug sie sich mit Putzarbeiten durch, bis sie 1940 in das Internierungslager Gurs deportiert wurde. Nach Kriegsende wollte sie nach München zurückkehren, starb aber, kurz nachdem sie alle Papiere zusammenbekommen hatte, wegen eines defekten Gasofens.

## Ehrungen
Die Journalistin Mira Alexandra Schnoor entriss Hedwig Kämpfer 1998 mit dem Feature "Hedwig Kämpfer – Spuren eines Lebens: zwischen Räterepublik, Emigration und Lagerhaft" im Bayerischen Rundfunk dem Vergessen. 2017 wurde eine Straße im Münchner Stadtteil Aubing-Lochhausen-Langwied nach Hedwig Kämpfer benannt.